# Champaubert-i csata
A champaubert-i csata (ma:Giffaumont-Champaubert) nyitotta meg Napóleon hatnapos hadjáratát 1814. február 10-én a Olszufjev tábornok vezette orosz–porosz erők ellen. A csata francia győzelemmel ért véget.
A champaubert-i csata a hatodik koalíció háborúinak az a kivételes pillanata, amikor a franciák számottevő számszerű fölénnyel rendelkeztek a hadjáratban.
A francia császár abban reményben indult a szétaprózódott porosz hadsereg ellen, hogy csaták sorozatával faragja le az előnyüket.
Február 10-én, Olszufjev ötezer orosz élén éppen Champaubert-től délre, Párizstól keletre, a Marne folyó egyik völgyében mozgott. Lovassága nem lévén nem tudott kapcsolatot tartani a többi seregrésszel. Meglepetésére február 10-én reggel jelentős ellenséges erőkbe botlott délről. Ez a francia erő Auguste de Marmont marsall 30 000 éhes és fáradt katonájából állt – köztük számos frissen besorozott újoncból – és 120 ágyúból. Ellentétben az oroszokkal, a franciák rendelkeztek 10 000 fős lovassággal.
A franciák hatszoros túlerőben voltak. A harcokat Marmont marsall irányította, de Napóleon személyesen felügyelte az eseményeket. A franciák számbeli fölénye ellenére Olszufjev úgy döntött, hogy inkább harcol, mint a visszavonulást választja. Döntésének kiindulópontja az a téves remény volt, hogy utánpótlást kap majd Blücher porosz tábornagytól, idejében  megakadályozva egy katasztrófát. Olszufjev rosszul döntött, Marmont serege szétzúzta erőit. Ötórás küzdelem után a francia lovasság körbezárta az oroszokat. Háromezren haltak meg, sebesültek meg, vagy estek fogságba az oroszok közül, köztük Olszufjev tábornok is, aki aznap késő este már Napóleonnal vacsorázott. A franciák 300 embert veszítettek és egy tábornokuk, Joseph Lagrange súlyosan megsebesült a fején.

## Fordítás
- Ez a szócikk részben vagy egészben a Battle of Champaubert című angol Wikipédia-szócikk fordításán alapul.  Az eredeti cikk szerkesztőit annak laptörténete sorolja fel. Ez a jelzés csupán a megfogalmazás eredetét és a szerzői jogokat jelzi, nem szolgál a cikkben szereplő információk forrásmegjelöléseként.